# The Babysitter
The Babysitter (bra: Uma Babá Objeto de Desejo; prt: Jennifer, a Babysitter) é um filme de suspense erótico estadunidense de 1995, escrito e dirigido por Guy Ferland e estrelado por Alicia Silverstone, baseado em um conto homônimo de Robert Coover em sua coleção Pricksongs and Descants (1969). Foi lançado diretamente em vídeo em outubro de 1995.

## Premissa
A bela babá adolescente, Jennifer, é contratada para cuidar de um menino pré-adolescente, uma menina e um bebê. Ela se torna a base para fantasias do menino, seu namorado Jack, seu amigo questionável Mark, e o pai das crianças. Enquanto isso, a mãe das crianças, em uma festa junto do marido, pensa que o pai do amigo de Jack quer ter um caso com ela, e ela sonha com ele.

## Elenco
- Alicia Silverstone como Jennifer
- Jeremy London como Jack
- Nicky Katt como Mark Holsten
- J. T. Walsh como Harry Tucker
- Lee Garlington como Dolly Tucker
- Lois Chiles como Bernice Holsten
- George Segal como Bill Holsten
- Ryan Slater como Jimmy
- Brittany English Stephens como Bitsy
- Tuesday Knight como Garçonete

## Recepção
The Babysitter recebeu críticas negativas. No Rotten Tomatoes tem um índice de aprovação de 17% baseado em avaliações de 6 críticos. Leonard Maltin deu ao filme duas estrelas.